# Staffordshire Moorlands
Staffordshire Moorlands es un distrito no metropolitano del condado de Staffordshire (Inglaterra). Fue constituido el 1 de abril de 1974 bajo la Ley de Gobierno Local de 1972 como una fusión de los distritos urbanos de Biddulph y Leek, y los distritos rurales de Cheadle y Leek.

## Geografía
Según la Oficina Nacional de Estadística británica, Staffordshire Moorlands tiene una superficie de 575,85 km². Dentro de sus parroquias civiles se encuentra Quarnford.

## Demografía
Según el censo de 2001, Staffordshire Moorlands tenía 94489 habitantes (49,2 % varones, 50,8 % mujeres) y una densidad de población de 164,09 hab/km². El 18,32 % eran menores de 16 años, el 73,82 % tenían entre 16 y 74, y el 7,86 % eran mayores de 74. La media de edad era de 40,97 años. 
Según su grupo étnico, el 99,23 % de los habitantes eran blancos, el 0,38 % mestizos, el 0,21 % asiáticos, el 0,06 % negros, el 0,07 % chinos, y el 0,05 % de cualquier otro. La mayor parte (98,35 %) eran originarios del Reino Unido. El resto de países europeos englobaban al 0,93 % de la población, mientras que el 0,15 % había nacido en África, el 0,33 % en Asia, el 0,14 % en América del Norte, el 0,01 % en América del Sur, el 0,07 % en Oceanía, y el 0,01 % en cualquier otro lugar. El cristianismo era profesado por el 82,79 %, el budismo por el 0,09 %, el hinduismo por el 0,04 %, el judaísmo por el 0,03 %, el islam por el 0,08 %, el sijismo por el 0,04 %, y cualquier otra religión por el 0,17 %. El 9,8 % no eran religiosos y el 6,95 % no marcaron ninguna opción en el censo.
El 37,52 % de los habitantes estaban solteros, el 48,24 % casados, el 1,41 % separados, el 5,77 % divorciados y el 7,06 % viudos. Había 38799 hogares con residentes, de los cuales el 24,88 % estaban habitados por una sola persona, el 7,94 % por padres solteros con o sin hijos dependientes, el 66,07 % por parejas (57,79 % casadas, 8,28 % sin casar) con o sin hijos dependientes, y el 1,1 % por múltiples personas. Además, había 1511 hogares sin ocupar y 278 eran alojamientos vacacionales o segundas residencias.	